# Pięści w kieszeni
Pięści w kieszeni (wł. I pugni in tasca) – włoski dramat psychologiczny z 1965 roku w reżyserii Marco Bellocchio, będący jego pełnometrażowym debiutem. Zdjęcia kręcono w Piacenzy i Bobbio w regionie Emilia-Romania.

## Fabuła
W filmie została przedstawiona niewielka posiadłość ziemska w nieokreślonym miejscu na Nizinie Padańskiej. W starym domu mieszka rodzina: ślepa matka i jej czworo dzieci – córka Giulia i trzech synów: Leon (upośledzony umysłowo), Alessandro (chory na epilepsję), oraz Augusto, jedyny w miarę normalny członek rodziny, utrzymujący ją. W rodzinie, pozornie normalnej, panują w rzeczywistości wrogie nastroje, objawiające się od czasu do czasu w postaci gwałtownych konfliktów. Alessandro postanawia „uzdrowić” rodzinę eliminując tych jej członków, którzy są w jego opinii ciężarem. Morduje matkę strącając ją w przepaść, a następnie pozbywa się upośledzonego umysłowo brata topiąc go w wannie podczas kąpieli. Alessandro, zadowolony z siebie i podekscytowany dobrze zapowiadającą się przyszłością nieoczekiwanie doznaje ataku choroby i umiera. Obecna w pobliżu siostra nie udziela mu pomocy.

## Obsada
- Lou Castel – Alessandro
- Paolo Carlini – Alessandro (głos)
- Paola Pitagora – Giulia
- Marino Masè – Augusto
- Pier Luigi Troglio – Leon
- Liliana Gerace – matka

Źródło: 

## Symbolika i odbiór

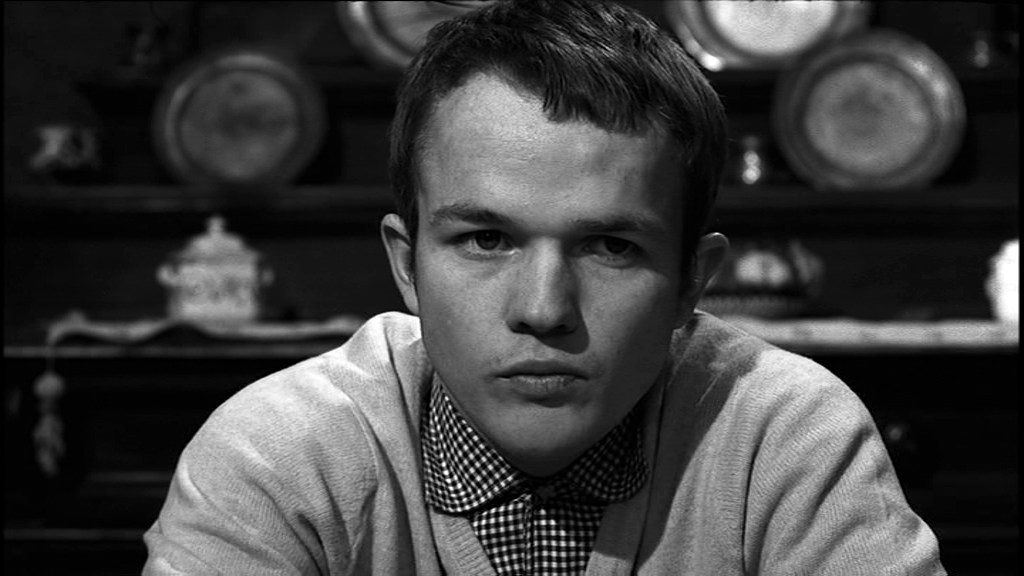
Lou Castel (zrzut ekranu z filmu)

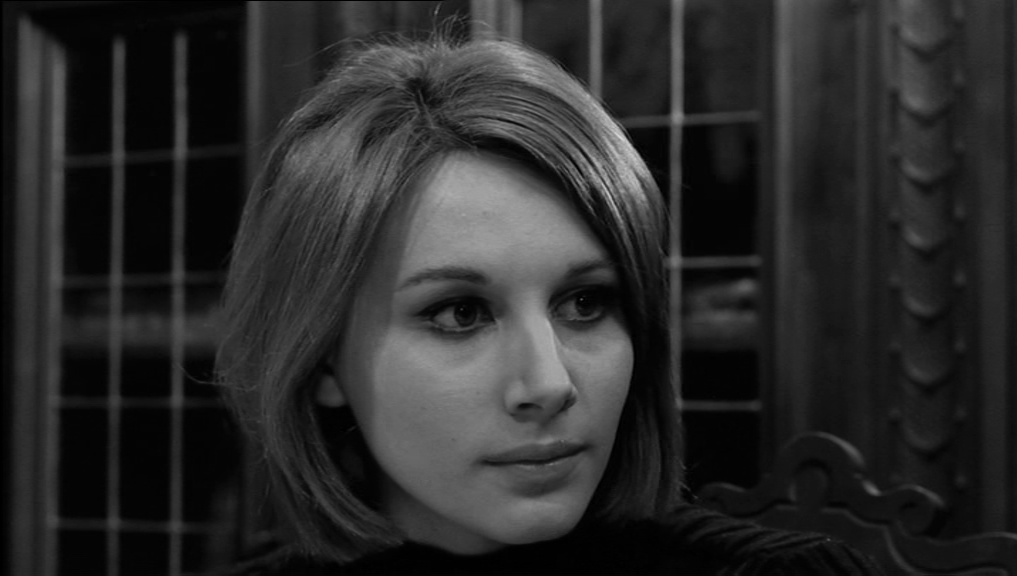
Paola Pitagora (zrzut ekranu z filmu)

Film Bellocchio wywołał powszechne zdumienie. Zaskakiwał bardzo dobrym opanowaniem filmowego języka, ale jeszcze bardziej wstrząsającym obrazem ukazanej rzeczywistości. Cechuje go nagromadzenie motywów patologicznych, mających sens symboliczny: zabicie matki oznacza wyzwolenie się z typowo włoskiego kultu Wielkiej Matki, a spalenie rodzinnych pamiątek – gest odrzucenia stereotypowych obrządków rodzinnych. Natomiast drwiną z melodramatycznych gustów jest scena, w której uradowany Alessandro „odgrywa” arie z opery Traviata przy akompaniamencie muzyki z płyty. Kontrowersyjny film nie został zakwalifikowany do programu festiwalu w Wenecji, ani do dystrybucji przez państwowe przedsiębiorstwo Italnoleggio Cinematografico. Jego wartości doceniono później, a reżyser zyskał miano przywódcy grupy kontestatorów. Film otrzymał nagrodę na MFF w Locarno. Był jednym z 15 tytułów wybranych przez Museum of Modern Art do drugiej części retrospektywnego przeglądu powojennego włoskiego filmu, zorganizowanego w Nowym Jorku wiosną 2000 roku.

## Nagrody
- 1965 – Vela d’argento za najlepszą reżyserię na MFF w Locarno[5].
- 1966 – Nastro d’argento (Srebrna Wstęga), nagroda Sindacato Nazionale Giornalisti Cinematografici Italiani (włoskiego związku dziennikarzy filmowych) za najlepszy scenariusz[5].